# Terzan 7
Terzan 7 (Ter 7) – gromada kulista znajdująca się w odległości około 74,3 tys. lat świetlnych od Ziemi w kierunku konstelacji Strzelca. Została odkryta w 1968 roku przez francuskiego astronoma Agopa Terzana i skatalogowana w jego katalogu 11 gromad kulistych ukrytych za galaktycznym centrum, widocznych w podczerwieni. Jest położona w odległości 50,9 tys. lat świetlnych od centrum Galaktyki.
Terzan 7 może pochodzić z karłowatej galaktyki SagDEG i może też być z nią powiązana grawitacyjnie. Wiek gromady ocenia się na 7,5 miliarda lat.